# Marco Mencarelli
Marco Mencarelli (Orvieto, 23 febbraio 1963) è un allenatore di pallavolo italiano.

## Carriera
La carriera di Marco Mencarelli inizia nel 1992, all'interno della struttura tecnica federale delle squadre nazionali come collaboratore, sia per quanto riguarda il settore maschile che femminile. Dal 2001 al 2004 è vice allenatore della nazionale femminile, con la quale ottiene la medaglia d'oro al campionato mondiale del 2002 e partecipa ai Giochi Olimpici di Atene 2004. Successivamente guida la nazionale sperimentale ai Giochi del Mediterraneo di Almeria 2005, dove conquista la medaglia di bronzo, iniziando al contempo una collaborazione con il Club Italia.
Partecipa al campionato mondiale del 2006, sempre come secondo, diventando anche tecnico della nazionale femminile under 19 e under 20 e, dal 2007, assumendo l'incarico di direttore tecnico delle squadre nazionali giovanili femminili e del Club Italia. Alla guida delle nazionali italiane giovanili ottiene quattro medaglie d'oro, di cui una nel campionato mondiale 2011 e tre consecutive ai campionati europei del 2006, 2008 e 2010, oltre a una medaglia di bronzo nell'edizione del 2012. Alla fine del 2012 diventa commissario tecnico della nazionale maggiore, vincendo la medaglia d'oro ai Giochi del Mediterraneo 2013, fino all'esonero avvenuto nel 2014.
Nella stagione 2014-15 allena la squadra femminile del Club Italia, che guida alle semifinali dei play-off per la promozione in Serie A1 e ai quarti di finale della Coppa Italia di categoria; contemporaneamente assume la guida della nazionale italiana under 18 femminile, che conduce al titolo mondiale 2015. A partire dall'annata successiva viene ingaggiato dal Busto Arsizio, per il suo primo incarico nel massimo campionato italiano. Nella stagione 2018-19, alla guida della formazione bustocca ridenominata UYBA conquista la Coppa CEV.
Per il campionato 2019-20 viene ingaggiato dalla Savino Del Bene, per venire però esonerato già nel gennaio 2020.
Nell'aprile del 2021, dopo aver guidato per alcuni mesi l'Azzurra Volley Firenze, torna a ricoprire il ruolo di direttore tecnico delle nazionali giovanili femminili dell'Italia.

## Palmarès

### Club
- Coppa CEV: 1

2018-19

### Nazionale (competizioni minori)
- Campionato europeo Under 19 2006
- Campionato europeo Under 19 2008
- Campionato mondiale Under 20 2011
- Campionato europeo Under 19 2010
- Campionato europeo Under 19 2012
- Campionato mondiale Under 18 2015
- Campionato mondiale Under 18 2017
- Campionato mondiale Under 18 2019
- Campionato mondiale Under 18 2021
- Campionato europeo Under 19 2022
- Campionato mondiale Under 21 2023
- Campionato europeo Under 22 2024